# Mikel Demiri
Pour les articles homonymes, voir Demiri.
Mikel Demiri, né le 13 juin 2000, à Livourne, est un coureur cycliste albanais.

## Biographie
Né à Livourne, Mikel Demiri a évolué en Italie au sein de différents clubs.
En 2021, il devient champion d'Albanie de la course en ligne et du contre-la-montre chez les espoirs (moins de 23 ans). Il se classe également septième du Tour du Kosovo. La même année, il représente son pays aux championnats du monde et aux championnats d'Europe espoirs.
En juin 2022, il termine troisième du Tour d'Albanie, tout en ayant remporté les classements du meilleur jeune et de la montagne. Deux mois plus tard, il porte une nouvelle fois les couleurs de l'Albanie lors des Jeux de la solidarité islamique, où il prend la cinquième place de la course en ligne.

## Palmarès et résultats

### Palmarès par année
- 2021
  -  Champion d'Albanie sur route espoirs
  -  Champion d'Albanie du contre-la-montre espoirs
- 2022
  - 2e du championnat d'Albanie sur route
  - 3e du Tour d'Albanie
  - 3e du championnat d'Albanie du contre-la-montre

### Classements mondiaux
| Année                                 | 2021 | 2022 | 2023  |
| ------------------------------------- | ---- | ---- | ----- |
| Classement mondial                    | 652e | 521e | 1776e |
| UCI Europe Tour                       | 521e | 412e | nc    |
|                                       |      |      |       |
| Légende : nc = non classéSource : UCI |      |      |       |